# Сокольское кладбище (Переславль-Залесский)
Сокольское кладбище — кладбище в городе Переславль-Залесский, в Переславском районе Ярославской области.
Одно из действующих кладбищ Переславль-Залесского. Территория находится в юго-западной части города и примыкает к дендрологическому саду им. С. Ф. Харитонова.
Название погоста возникло от одноименной слободы Соколка, ранее существовавшей здесь. Согласно историческим сведениям, Сокольский некрополь был образован в 30-х гг. XX в. Здесь есть захоронения военнослужащих — участников Великой Отечественной войны.
Общая площадь, которую занимает территория кладбище, составляет около 1 га. Въезд к территории некрополя осуществляется от улицы Пришвина.

## История
Рядом с Даниловым монастырём, на бывшем земельном участке деревни Воргуши, приблизительно в 1701 году образовалась Сокольская слободка.
После 1917 года на этих территориях осуществляли свою деятельность колхоз «Ранний восход», а затем «Первое мая». Вместе с другими хозяйствами этот колхоз вошёл в колхоз имени Ленина, а затем в племенной совхоз «Новоселье». Вот в 30-е годы XX века и была обустроена новая территория под захоронения.
В 1965 году слобода вошла в границы Переславль-Залесского.
В 1981 году Сокольское кладбище для новых захоронений гробом было закрыто. Помолиться за упокой близких можно в одном из близлежащих к некрополю храмов — церкви Похвалы Пресвятой Богородицы, которая входит в комплекс зданий Троицкого Данилова монастыря. Храм находится примерно в 550 метрах от некрополя.